# Brita Sigourney
Brita Jean Sigourney (Monterey, 17 gennaio 1990) è una sciatrice freestyle statunitense, medaglia di bronzo nell'halfpipe alle Olimpiadi di Pyeongchang 2018.

## Biografia
Brita Sigourney ha esordito in Coppa del Mondo il 31 gennaio 2009 a Park City, negli Stati Uniti d'America, e l'anno successivo è diventata campionessa mondiale juniores di halfpipe ai campionati di Cardrona.
Ha partecipato a due edizioni delle Olimpiadi, Soči 2014 (6ª nell'halfpipe) e Pyeongchang 2018 (3ª nell'halfpipe), e a tre dei Campionati mondiali ottenendo come miglior risultato il terzo posto a Park City 2019.

## Palmarès

### Olimpiadi
- 1 medaglia:
  - 1 bronzo (halfpipe a Pyeongchang 2018)

### Mondiali
- 1 medaglia:
  - 1 bronzo (halfpipe a Park City 2019)

### Winter X Games
- 5 medaglie:
  - 3 argenti (superpipe ad Aspen 2011, ad Aspen 2018 e ad Aspen 2022)
  - 2 bronzi (superpipe ad Aspen 2012 e ad Aspen 2015)

### Coppa del Mondo
- Miglior piazzamento in classifica generale: 9ª nel 2018
- Vincitrice della Coppa del Mondo di halfpipe nel 2011 e nel 2012
- 12 podi:
  - 4 vittorie
  - 2 secondo posto
  - 6 terzi posti

#### Coppa del Mondo - vittorie
| Data             | Luogo            | Paese       | Disciplina |
| ---------------- | ---------------- | ----------- | ---------- |
| 9 dicembre 2011  | Copper Mountain  | Stati Uniti | HP         |
| 4 marzo 2012     | Mammoth Mountain | Stati Uniti | HP         |
| 20 dicembre 2013 | Copper Mountain  | Stati Uniti | HP         |
| 19 gennaio 2018  | Mammoth Mountain | Stati Uniti | HP         |

Legenda:

HP = halfpipe

### Mondiali juniores
- 1 medaglia:
  - 1 oro (halfpipe a Cardrona 2010)